# نوبوكو ياجيما
نوبوكو ياجيما (麝嶋 伸子) هو لاعب كرة قدم. ولعبت مع منتخب اليابان لكرة القدم للسيدات.